# 우리. 여행자들
"우리. 여행자들"(We. Trippers)은 한국에서 제작된 이도윤 감독의 2006년 드라마, 멜로/로맨스 영화이다. 전수아 등이 주연으로 출연하였고 조성익 등이 제작에 참여하였다.

## 출연

### 주연
- 전수아
- 홍지수

## 기타
- 조명: 김일연
- 조감독: 정훈영
- 음향: 함영준
- 미술: 우경희